# Myślenice (gmina)
Myślenice – gmina miejsko-wiejska w województwie małopolskim, w powiecie myślenickim. W latach 1975–1998 gmina położona była w województwie krakowskim.
Siedziba gminy to Myślenice.
W skład gminy wchodzą wsie: Bęczarka, Borzęta, Bulina, Bysina, Droginia, Głogoczów, Jasienica, Jawornik, Krzyszkowice, Łęki, Osieczany, Polanka, Poręba, Trzemeśnia, Zasań, Zawada.
Według danych z 30 września 2006 gminę zamieszkiwało 40 541 osób. Natomiast według danych z 31 grudnia 2019 roku gminę zamieszkiwały 44 444 osoby.

## Struktura powierzchni
Według danych z roku 2002 gmina Myślenice ma obszar 153,74 km², w tym:
- użytki rolne: 53%
- użytki leśne: 32%

Gmina stanowi 22,83% powierzchni powiatu.

## Demografia

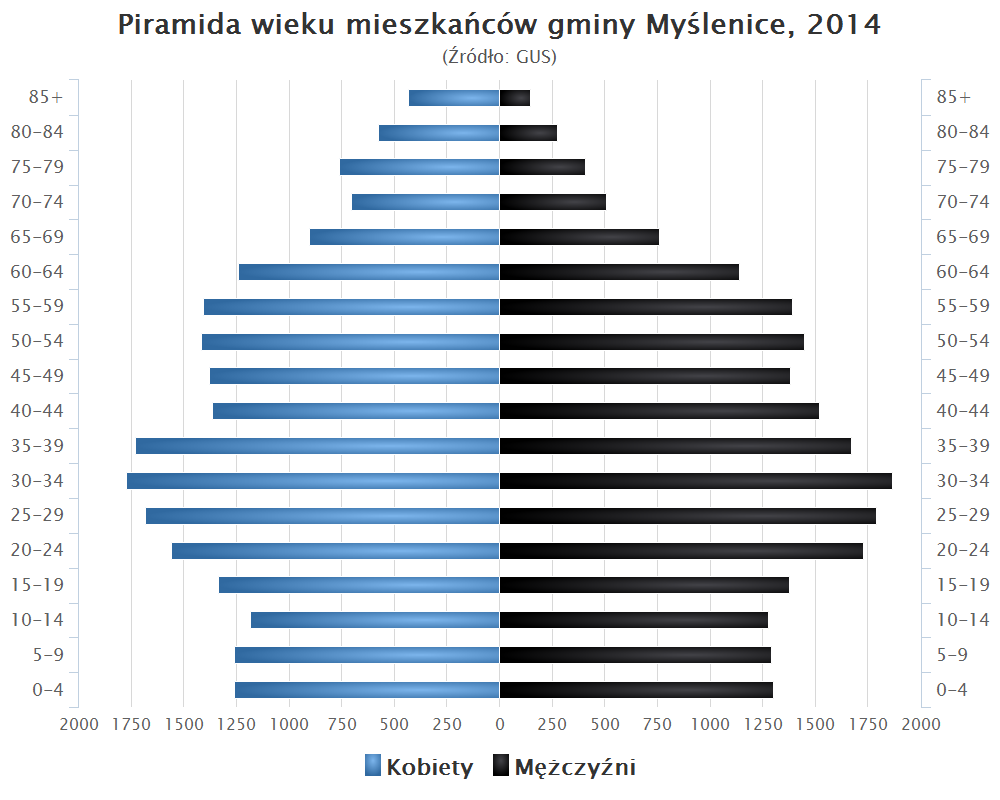
Piramida wieku mieszkańców gminy Myślenice w 2014 roku

## Religia
- Kościół rzymskokatolicki: 11 parafii
- Kościół Chrześcijan Baptystów w RP: placówka
- Świadkowie Jehowy: zbór[5]

## Sąsiednie gminy
Dobczyce, Mogilany, Pcim, Siepraw, Skawina, Sułkowice, Wiśniowa